# مارهای سرشاخه
مارهای سرشاخه (سرده Thelotornis)، که معمولاً به عنوان مارهای پرنده یا مارهای انگوری نیز شناخته می‌شوند، سرده‌ای از مارهای زهرآگین با نیش عقبی در خانواده قمچه‌ماران هستند. این سرده بومی آفریقا است. همه گونه‌های این سرده دارای نیم‌رخ باریک و کشیده، دم بلند، سر باریک و پوزه نوک‌تیز هستند. چشم همه گونه‌ها مردمک افقی به شکل سوراخ کلید دارد که به مارهای سرشاخه دید دوچشمی می‌دهد. مارهای سرشاخه به رنگ قهوه‌ای مایل به خاکستری با علائم کم‌نور و تیره هستند. هنگامی که تهدید می‌شوند، گلو را باد می‌کنند تا نشانه‌های سیاه پررنگ بین پولک‌ها نمایش داده شود. مارهای سرشاخه کشنده هستند: سم هموتوکسیک است، بر سازوکار لخته شدن خون تأثیر می‌گذارد و باعث خون‌ریزی مهارنشده و خون‌ریزی درونی می‌شود. نیش مارهای سرشاخه باعث مرگ انسان شده‌است. رابرت مرتنز، خزنده‌شناس معروف، پس از گزش توسط مار تاک ساوانای، جانور خانگی خود (Thelotornis capensis) درگذشت. با این حال، نیش‌های زهرآلود در هنگام دست‌زدن به مار بسیار نادر است، زیرا نیش‌ها نمی‌توانند به پوست نفوذ کنند مگر در چند مکان مانند شبکه بین انگشت شست و انگشتان.

## گونه‌ها
سرده Thelotornis دارای چهار گونه است که معتبر شناخته شده‌اند.
| نگاره | نام علمی                                | نام رایج             | پراکنش |
| ----- | --------------------------------------- | -------------------- | --- |
|       | Thelotornis capensis A. Smith، ۱۸۴۹     | مار انگوری ساوانا    | آفریقای جنوبی. |
|       | Thelotornis kirtlandii (هالوول، ۱۸۴۴)   | مار انگوری جنگلی     | آنگولا، بنین، کامرون، جمهوری آفریقای مرکزی، کنگو، DR کنگو، گینه استوایی، گابن، غنا، گینه، گینه بیسائو، ساحل عاج، کنیا، لیبریا، نیجریه، سیرالئون، سومالی، تانزانیا، توگو، اوگاندا، و زامبیا. |
|       | Thelotornis mossambicanus (بوکاج، ۱۸۹۵) | مار انگوری شرقی      | شرق آفریقا. |
|       | Thelotornis usambaricus Broadley، ۲۰۰۱  | مار انگوری اوسامبارا | تانزانیا (کوه‌های شرقی اوسامبارا)، کنیا (ساحل)، موزامبیک |